# Castelo de Glin
Castelo Glin é uma casa senhorial georgiana e uma estrutura protegida, situada nas margens do Rio Shannon, em Glin, no Condado de Limerick, Irlanda. Foi construída no final do século XVIII, substituindo uma anterior casa torre com o mesmo nome. A propriedade pertence à família FitzMaurice/FitzGerald há mais de 700 anos e foi a residência oficial dos Cavaleiros de Glin.

## História
Os FitzGeralds e FitzMaurice estabeleceram-se na região no século XIII, na sequência da Invasão Anglo-Normanda da Irlanda, no próximo Castelo Shanid.

### Castelo
No século XIV, o Senhor de Desmond conferiu um título de cavalaria hereditário ilegítimo ao seu filho, criando assim o Cavaleiro de Glin. Mandou construir o Castelo Glin na própria vila de Glin, que se tornou a sede permanente dos Cavaleiros de Glin. O castelo foi atacado durante as Rebeliões de Desmond no século XVI, durante a Conquista Cromwelliana da Irlanda no século XVII, nas Revoltas Jacobitas e aquando da implementação das Leis Penais. Em 1601, o castelo foi sitiado por um exército inglês e o filho do Cavaleiro foi raptado.

### Casa georgiana
No final do século XVII, o castelo foi abandonado e a família FitzGerald instalou-se numa casa comprida de colmo, contígua ao antigo castelo. John Bateman FitzGerald, 23.º Cavaleiro de Glin, casou com Margaretta Maria Fraunceis Gwyn na década de 1780 e utilizou o seu dote para construir uma nova residência no estilo georgiano. Posteriormente, foram adicionados elementos neoclássicos ao edifício.
Outras estruturas foram acrescentadas à propriedade nos finais do século XVIII e início do século XIX, incluindo uma casa de portão, dependências agrícolas, casa de entrada, e falsos monumentos arquitetónicos (follies).
Em 1923, durante a Guerra Civil Irlandesa, um grupo de membros do Sinn Féin atacou o castelo.
Em 1993, os FitzGerald decidiram converter o castelo num hotel, com o intuito de financiar a sua manutenção. O hotel encerrou em 2008. Em 2011, Desmond FitzGerald, 29.º Cavaleiro de Glin faleceu sem descendência masculina. Em 2015, o castelo foi colocado em leilão na Christie's por Lady FitzGerald. O imóvel não foi vendido. Para manter a propriedade na família, foi adquirido por Catherine FitzGerald, filha do último Cavaleiro de Glin, e pelo seu esposo, Dominic West. Atualmente, o casal gere o castelo como residência familiar e local para aluguer exclusivo.

## Galeria

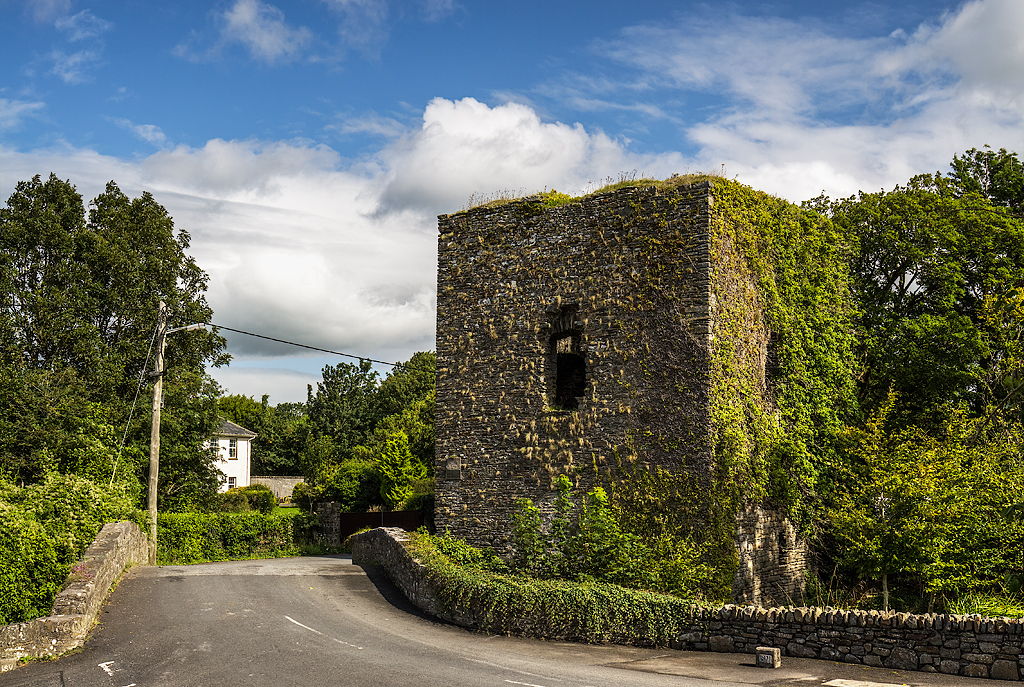
Castelo original em Glin (casa torre) construído na vila entre os séculos XIV e XV.
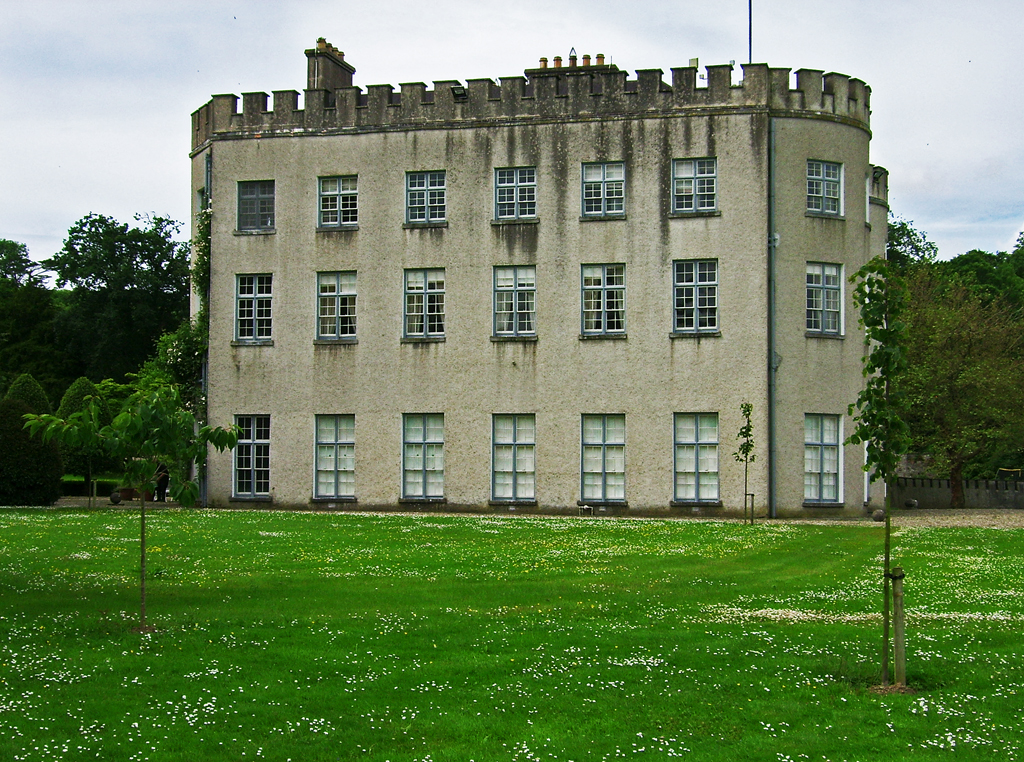
Mansão posterior em Glin (casa senhorial), edificada fora da vila no final do século XVIII.